# Edoardo Sernesi
Edoardo Sernesi (* 1947) ist ein italienischer Mathematiker, der sich mit Algebraischer Geometrie befasst.
Sernesi studierte Mathematik an der Universität Rom mit dem Laurea-Abschluss 1969 und wurde 1976 an der Brandeis University bei David Lieberman promoviert (Projective Methods in the Theory of Deformations of Compact Spaces and Varieties). Ab 1974 war er Assistent an der Universität Ferrara. 1980 wurde er außerordentlicher Professor und 1983 ordentlicher Professor für Geometrie an der Universität Rom La Sapienza. Ab 1992 war er ordentlicher Professor für Geometrie an der Universität Roma Tre, an der er 1995 bis 1998 der Mathematik-Fakultät vorstand.
Er befasst sich mit klassischer algebraischer Geometrie und speziell algebraischen Kurven und deren Moduli, abelschen Varietäten, Brill-Noether-Theorie und Deformationstheorie.
2016 erhielt er den Tartufari Preis für Mathematik der Accademia dei Lincei.
Er ist Mitherausgeber der Rendicondi del Circolo Matematico di Palermo und 1989 bis 1997 im Herausgebergremium des Bolletino dell’UMI. 1999 bis 2007 war er im wissenschaftlichen Komitee des Istituto Nazionale di Alta Matematica Francesco Severi in Rom.
Er war Mitherausgeber der Werke von Giacomo Albanese, Michele De Franchis und Ruggiero Torelli und veröffentlichte über Beniamino Segres Beitrag zur Theorie der Moduli von Kurven.

## Schriften
- mit Enrico Arbarello: Petri’s approach to the study of the ideal associated to a special divisor,  Inventiones Mathematicae, Band 49, 1978, S. 99–119
- mit Arbarello: The equation of a plane curve, Duke Math. J., Band 46, 1979, S. 469–485
- L’unirazionalitá della varietá dei moduli delle curve di genere dodici, Annali della Scuola Normale Superiore di Pisa, Band 8, 1981, S. 405–439
- On the existence of certain families of curves, Inventiones Mathematicae, Band 75, 1984, S. 25–57
- Topics on families of projective schemes, Queen’s Papers in Pure and Applied Mathematics 73, 1986
- Herausgeber: Theory of Moduli (CIME Lectures 1985), Lecture Notes in Mathematics 1337, Springer 1988
- mit Ciro Ciliberto: Singularities of the theta divisor and congruences of planes, Journal of Algebraic Geometry, Band 1, 1992, S. 231–250
- Linear algebra: a geometric approach, Chapman and Hall 1993
- Geometria, Bollati Boringhieri 1994
- mit L. Chiantini: Nodal curves on surfaces of general type, Mathematische Annalen, Band 307, 1997, S. 41–56
- Deformations of algebraic schemes, Grundlehren der mathematischen Wissenschaften 334, Springer 2006